# Rezervația naturală Visim
Rezervația naturală Visim sau Visimski (în rusă Висимский заповедник) este o rezervație naturală („zapovednik”) din Federația Rusă, care ocrotește o regiune de taiga meridională din Munții Ural mijlocii. În 2001, a fost declarată rezervație a biosferei UNESCO.

## Istoric
Pădurea de pe teritoriul actual al rezervației era folosită către secolul al XVIII-lea de aborigenii mansi pentru vânătoare și strângerea plantelor de pădure. Întrucât era principala lor sursă de existență, pădurea era ocrotită cu sfințenie de mansi, iar tăierile aveau loc la scară mică în imediata apropiere a așezămintelor acestora. În secolul al XVIII-lea locul a fost colonizat și a început exploatarea lui în scop industrial, pădurea rămânând sub o oarecare ocrotire informală, datorită valorii sale peisagistice și utilității ei în vânătoare și creșterea nucușoarelor.
În perioada sovietică timpurie, în anii 1925-1931, pe acest teritoriu era desemnată o rezervație faunistică, pe teritoriul căreia vânătoarea era interzisă cu excepția exterminării dăunătorilor. Zona cu suprafața de 56.320 ha a obținut statutul de „zapovednik” (rezervație naturală) în 1946, la inițiativa Universității Ural. Ea cuprindea cele mai ancestrale păduri, cât și cel mai înalt vârf din Uralii Mijlocii, Starik Kamen (753 m). Rezervația a fost desființată la scurt timp, în 1951, moment în care aici au început exploatări forestiere masive. Cel mai mult au avut de suferit pădurile din vestul și nord-estul rezervației.
Statutul de protecție a fost restabilit în 1971, pe un teritoriu de 9.500 ha. În 1973 suprafața ocrotită s-a mărit până la 13.500 ha și a fost instituită o zonă-tampon de 66.100 ha. În 2001, din contul zonei-tampon (redusă până la 46.100 ha) suprafața rezervației a fost mărită încă o dată, până la 33.508 ha, dintre care 7.750 ha recunoscute ca rezervație a biosferei.
Numele provine de la vechea așezare rurală Visim, în care a locuit Dmitri Mamin-Sibireak, un scriitor care a relatat despre viața la sat în Ural.

## Geografie și topografie
Cea mai mare parte a rezervației este situată pe versantul vestic al râului Sulёm, un afluent de dreapta al râului Ciusovoi, care face parte din vastul bazin Volga-Kama. O parte, însă, se află pe versantul estic în bazinul hidrografic al Obiului. Rezervația se încadrează astfel la hotarul dintre continentele Europa și Asia: apa curge atât în Marea Caspică prin fluviul Volga, cât și în Marea Kara prin Obi. Rezervația este situată în vecinătatea orașului Kirovgrad din regiunea Sverdlovsk, la aproximativ 100 km nord-vest de Ekaterinburg.
Terenul rezervației Visim este în mare parte caracterizat de munți de altitudine joasă cu păduri de conifere. Rezervația de biosferă are o formă aproape dreptunghiulară, cu suprafața de 33.487 ha, și beneficiază spre nord de o zonă-tampon (46.000 ha) și o zonă de tranziție (100.000 ha), în care vânătoarea și pescuitul sunt interzise. Partea de est a rezervației este brăzdată de munți mici, cu înălțimi relative de 250-300 m și altitudine maximă de 700 m deasupra nivelului mării.

## Climat
Visim este amplasată în ecoregiunea tundră montană și taiga ale Uralului, care practic acoperă centura îngustă descrisă de Munții Ural de la nord la sud, dar și cea mai mare parte a hotarului dintre Rusia europeană și cea asiatică. În regiune se manifestă un amestec de plante de taiga și tundră.
Climatul din Visim este continental umed cu veri calde (clasificare climatică Köppen). Este caracterizat de oscilații mari de temperatură, atât în cursul zilei, cât și în cursul anului, cu veri blânde și ierni reci și înzăpezite. Sezonul verde are în medie 141 de zile; precipitațiile medii anuale constituie 600 mm.

## Floră și faună
Comunitatea floristică din rezervația Visim este de referință pentru comunitățile de plante reprezentative ale taigalei montane din sudul Uralilor. 56% din speciile de plante din regiunea botanică a Uralului mijlociu se găsesc și în Visim. În total, au fost înregistrate 435 de specii de plante vasculare în rezervație.
86% din teritoriu este împădurit. Pădurile au diferite vârste și istoric variat: în inima rezervației crește o pădure seculară, în zona-tampon, afectată de tăieri de pădure în anii 1950, crește pădurea secundară, iar pădurile din zona de tranziție au fost afectate de minerit și alte activități economice. Pădurea secundară este dominată de molidul siberian, bradul siberian și mesteacăn.
Rezervația a suferit daune mari provocate de vânturi puternice în timpul furtunilor din 1995 și de incendiile forestiere din 1998 și 2010. Drept urmare, au rămas neatinse doar 1.500 ha din pădurea seculară.
Fauna este tipică pentru taigaua Uralilor de mijloc: sunt comune speciile de elan, lup, urs, iepure, castor, jder, ermină, nevăstuică, șopârle și alte rozătoare. Au înregistrate 48 de specii de mamifere. De asemenea, au fost documentate 185 de specii de păsări, dintre care 125 cuibăritoare.

## Statut de protecție
Fiind o rezervație naturală strictă, Visim este în mare parte închisă publicului larg, putând fi vizitată, de comun acord cu administrația, de oamenii de știință și persoanele care practică educația ecologică sau popularizarea ecologiei. Se află în stadiu de planificare trei rute ecoturistice care urmează să fie deschise publicului cu condiția obținerii în avans a unor autorizații. Accesul publicului în zonele tampon și de tranziție este mai facil. Biroul principal al administrației este amplasat în orașul Kirovgrad.